# Mato Leitão
Mato Leitão is een gemeente in de Braziliaanse deelstaat Rio Grande do Sul. De gemeente telt 3.827 inwoners (schatting 2009).

## Aangrenzende gemeenten
De gemeente grenst aan Cruzeiro do Sul, Santa Clara do Sul en Venâncio Aires.